# Усадьба Рябушинских
Уса́дьба Рябуши́нских — исторический дом в Москве, которым владели московские предприниматели Рябушинские и в котором некоторое время проживала семья Третьяковых. Дом расположен в бывшей Голутвинской слободе на пересечении 1-го Голутвинского и 3-го Голутвинского переулков. Окружён бывшими производственными зданиями Голутвинской мануфактуры.
Здание является объектом культурного наследия федерального значения. В настоящее время предполагается создание в здании музея, ассоциированного с Государственной Третьяковской галереей.

## История
Дом, вероятно, был построен в первые годы XIX века. Известно, что в 1804 году он принадлежал купцу П. А. Гирякову. В 1828 году дом снимал актёр Императорского Малого театра Михаил Щепкин. В конце 1829 года дом купили с публичных торгов Евфимия Степановна и Михаил Яковлевич Рябушинские. Рябушинские, закрепившиеся в Голутвинской слободе с начала XIX века, владели здесь текстильной фабрикой. Усадьбой они владели до 1917 года, однако в основном не жили в нём сами, а сдавали внаём. Так, в 1840-х годах его нанимали Третьяковы, которые до этого жили рядом в собственном доме в 1-м Голутвинском переулке.
Известные щедрой благотворительностью, Рябушинские в 1891 году открыли в родовом голутвинском доме народную столовую на 300 ежедневных бесплатных обедов. В это время здание было переоборудовано внутри и частично утратило обработку интерьеров, а также приобрело длинную дворовую пристройку с отдельным входом. В 1895 году владельцы передали особняк Императорскому человеколюбивому обществу, которое организовало в нём убежище для вдов и сирот купеческого и мещанского сословий. С 1902 года здесь работал Кружок попечения о трудящихся женщинах с читальней и библиотекой. 
После революции усадьба была национализирована, некоторое время в ней размещались квартиры, позднее — конторы.

## Архитектура
Главный дом представляет собой двухэтажный объём, который завершается мезонином с фронтоном над портиком четырёх тосканских пилястр, расположенным над первым более низким (в сравнении с парадным — вторым) этажом. Монументальность облика дома как «купеческой крепости» создаётся толстыми стенами, мощными сводами нижнего этажа и небольшими окнами; лепной декор отсутствует. 
Таким образом, облик дома, с одной стороны, характерен для московской архитектуры на рубеже зрелого классицизма и ампира, с другой — типичен для традиционного купеческого строительства.

## Современность
В январе 2018 года Зельфира Трегулова сообщила, что усадьба Рябушинских войдёт в состав Третьяковской галереи и в ней будет создан музей, посвященный частному собирательству в Москве.
В 2020 году она же рассказала: "Там мы планируем открыть музей, посвященный частному собирательству в Москве, который расскажет о шести-семи московских коллекционерах помимо Третьяковых и истории коллекционирования в столице". 

## Галерея

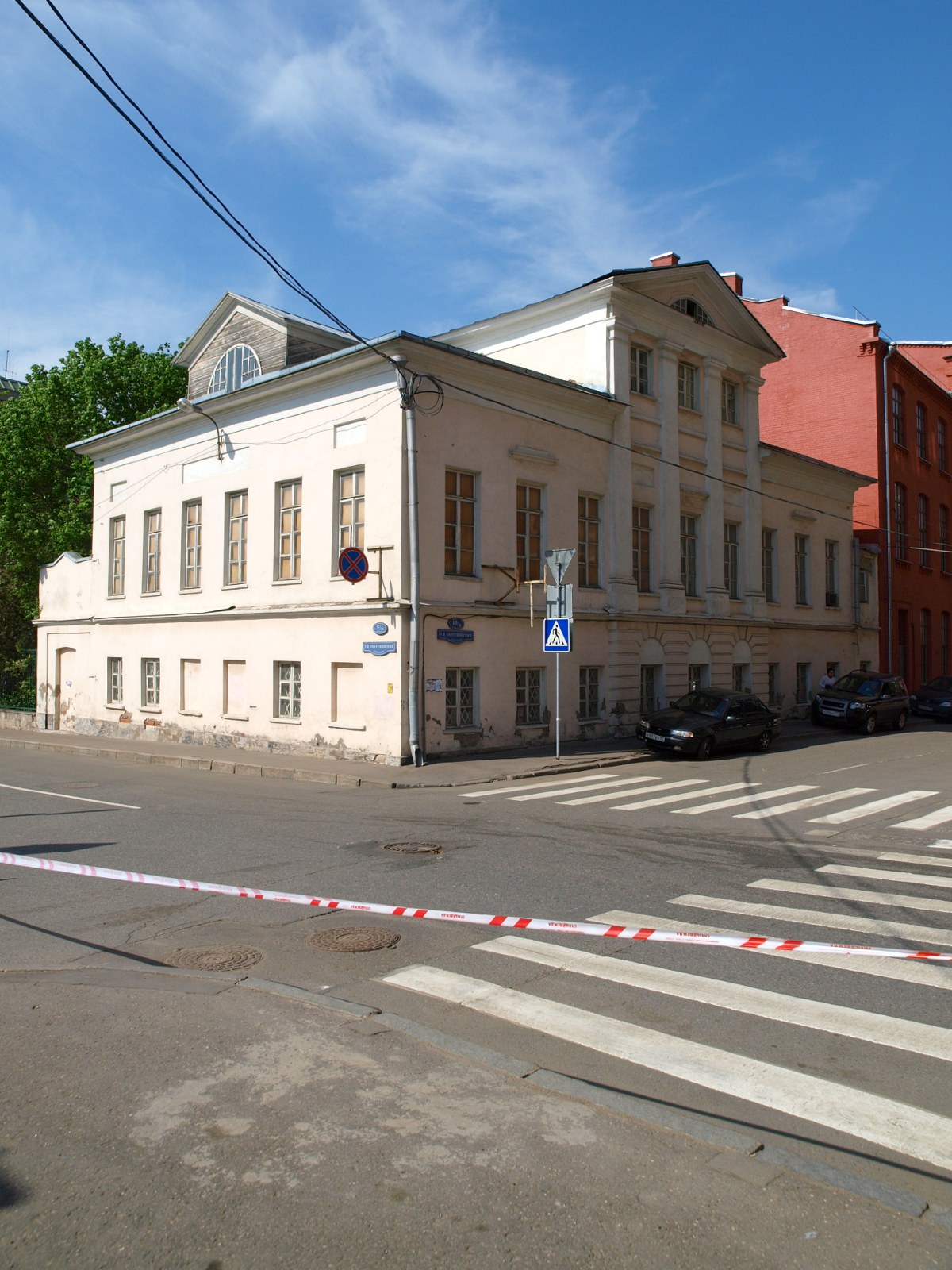
Вид на дом от перекрёстка (2010)
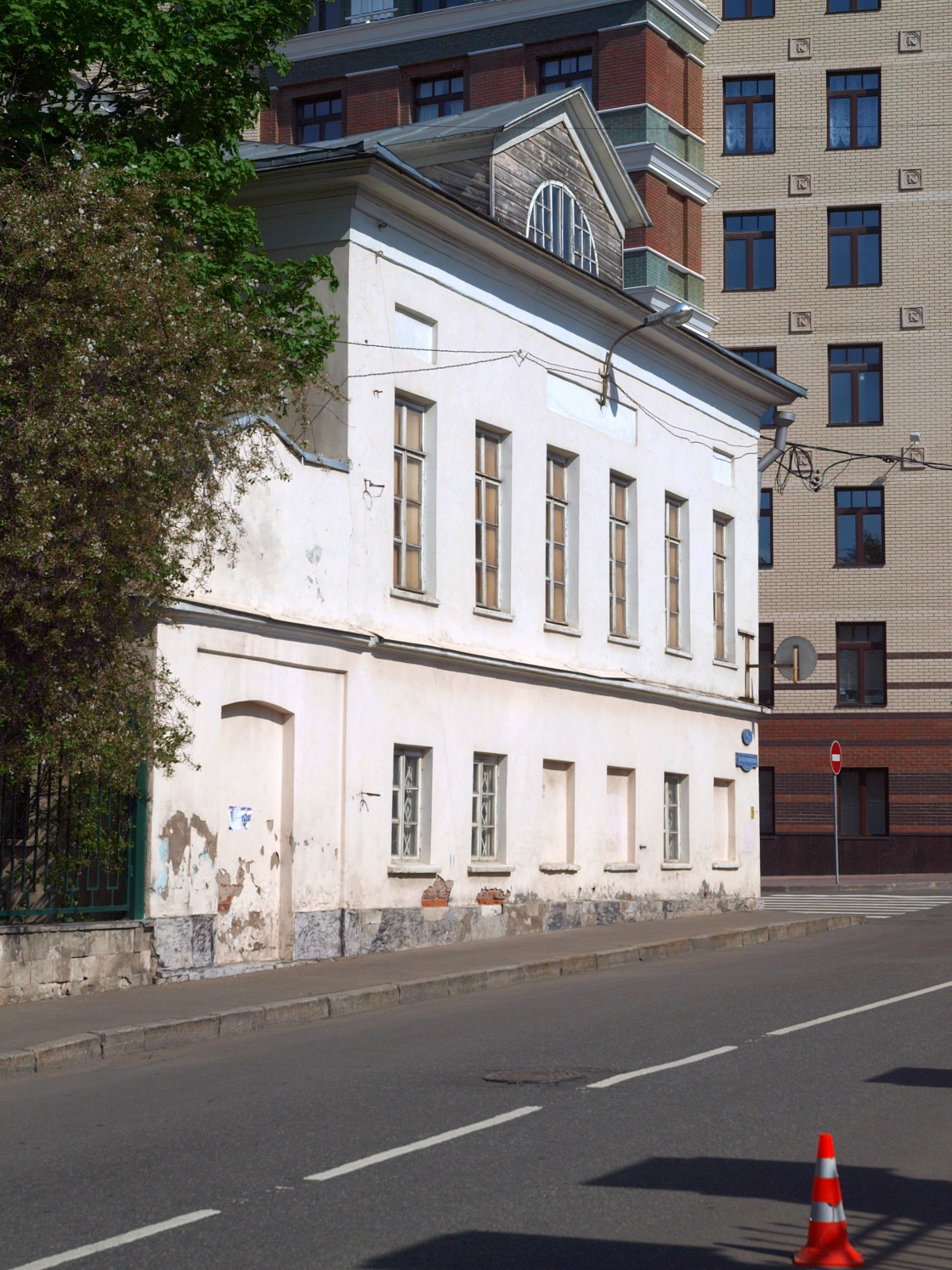
Вид дома со стороны 3-го Голутвинского переулка (2010)